# Джалал-Абадська область
Джалал-Абадська область (кирг. Жалал-Абад облусу) — адміністративно-територіальна одиниця Киргизстану. Обласний центр — місто Джалал-Абад. Населення — 962,200 осіб (на 2005 рік). Джалал-Абадська область була утворена 21 листопада 1939 року. 27 січня 1959 року вона стала частиною Ошської області, але була поновлена, як область 14 грудня 1990 року. Адміністративна одиниця складається з 8 районів, включає 5 міст, 8 селищ міського типу і 415 сіл.

## Географія
Джалал-Абадська область займає площу 33,700 км² (16.9% території всієї країни) і знаходиться у центрально-західній частині Киргизстану.
Південний край області є частиною Ферганської долини. Решта частина області має гірський рельєф. М41, основний автошлях з півночі на південь, сполучає місто Бішкек з містом Ош, має кривий маршрут, що проходить центром області. Інша дорога йде через південний край області майже до західного краю, а потім повертає на північний схід до долини Чаткал, до Кизил-Адиру, що у Талаській області. Інша дорога (закрита у зимовий час, вимагає джип із серії Фергани) простягається на схід до Казармана і міста Нарин.
Невід'ємною частиною енергетичної системи країни є Токтогульське водосховище, яке поставляє електроенергію і воду для Киргизстану і сусідніх країн.

## Історія
Гірські регіони області заселили кочові племена киргизів-скотарів, тюркомовних переселенців з Алтаю. У більш рівнинних регіонах тривалий час зберігалися автохонні індоєвропейські групи іранського походження. До кінця середніх віків, після інтенсивних тюрксько-монгольських міграцій, вони поступово тюркизувалися, але зберегли досить розвинену міську та землеробську культуру: так утворюється узбецький етнос. Цей етнокультурний поділ за рівнем рельєфу у Ферганській долині в цілому і в області зокрема зберігався з кінця середніх віків до нашого часу, поки, вже після встановлення адміністративно-територіального поділу Киргизької РСР, групи традиційно гірських киргизів перейшли на осілий спосіб життя і переселилися ближче до підніжжя гір. Територія області до кінця XIX століття перебувала під контролем Кокандського ханства, поки і ханство, і залежні від нього території не увійшли до складу Російської імперії. Власне Жалалабатська область була утворена в 1939 році. Потім, під час програми з адміністративно-територіального укрупнення, вона була скасована в 1959 році (увійшла до складу Ошської області). Згодом знову відновлена у 1990 році, через швидке зростання її населення.
У листопаді 2005 року, в колоніях Джалал-Абадської і Чуйської областей стався найгучніший тюремний бунт на пострадянському просторі. Заколот був припинений за допомогою вогнепальної зброї і бронетехніки. За офіційними даними, в ході операції загинули кілька десятків осіб.

## Населення
Станом на 2011 рік в області проживає 1 036 700 осіб (20 % населення Киргизстану), населення за даними статистики 2003 року — 834 тис. осіб, густота населення 26 осіб на 1 км² (в долинах 200—500 осіб 1 км², в горах 0-5 осіб 1 км² . Для області традиційно характерна висока народжуваність, особливо в сільській місцевості, хоча вона значно знизилася. У населенні області переважають киргизи (близько 72%), узбеки (близько 25%), які складають основну масу прикордонного населення Ферганської долини, є невелика кількість росіян і турків. Основна релігія — іслам світського спрямування, з домішками шаманізму в середовищі киргизів. Середній розмір домогосподарства в області — 5,5 людини (найвищій показник в республіці). Сільські киргизи спочатку кинулися в Джалал-Абад, потім у Чуйську область і Фрунзе (Бішкек), а останнім часом на заробітки до Росії. Високогірні райони області є регіоном традиційного проживання киргизів — кочівників і скотарів (див. Тюрки), що складають абсолютну більшість населення області. Але в силу свого прикордонного положення поруч з Узбекистаном, в області висока частка різноманітних етнічних меншин. За даними перепису 1999 року, в області проживало 868 тис. жителів (962 тис. у 2005 році) — 18 % населення країни.

### Національний склад
|                 | Чисельність в 1989 році | %        | Чисельність в 1999 році | %        | Чисельність в 2009 році | %        |
| --------------- | ----------------------- | -------- | ----------------------- | -------- | ----------------------- | -------- |
| всього          | 743 279                 | 100,00 % | 869 259                 | 100,00 % | 1 009 889               | 100,00 % |
| Киргизи         | 452 868                 | 60,93 %  | 607 036                 | 69,83 %  | 725 321                 | 71,82 %  |
| Узбеки          | 175 705                 | 23,64 %  | 212 030                 | 24,39 %  | 250 748                 | 24,83 %  |
| Росіяни         | 54 024                  | 7,27 %   | 17 930                  | 2,06 %   | 9 120                   | 0,90 %   |
| Турки           | 4 413                   | 0,59 %   | 4 842                   | 0,56 %   | 5 842                   | 0,58 %   |
| Таджики         | 4 525                   | 0,61 %   | 5 236                   | 0,60 %   | 5 642                   | 0,56 %   |
| Татари          | 15 936                  | 2,14 %   | 6 933                   | 0,80 %   | 3 694                   | 0,37 %   |
| Уйгури          | 3 360                   | 0,45 %   | 3 776                   | 0,43 %   | 3 271                   | 0,32 %   |
| Курди           | 8 173                   | 1,10 %   | 2 158                   | 0,25 %   | 1 902                   | 0,19 %   |
| Азербайджанці   | 586                     | 0,08 %   | 259                     | 0,03 %   | 996                     | 0,10 %   |
| Українці        | 9 503                   | 1,28 %   | 2 463                   | 0,28 %   | 789                     | 0,08 %   |
| Казахи          | 1 564                   | 0,21 %   | 1 130                   | 0,13 %   | 692                     | 0,07 %   |
| Хемшили         | …                       | …        | 382                     | 0,04 %   | 352                     | 0,03 %   |
| Корейці         | 672                     | 0,09 %   | 377                     | 0,04 %   | 237                     | 0,02 %   |
| Німці           | 4 425                   | 0,60 %   | 672                     | 0,08 %   | 210                     | 0,02 %   |
| Башкири         | 1 055                   | 0,14 %   | 392                     | 0,05 %   | 164                     | 0,02 %   |
| Чеченці         | 255                     | 0,03 %   | 114                     | 0,01 %   | 89                      | 0,01 %   |
| Араби           | 65                      | 0,01 %   | 861                     | 0,10 %   | 75                      | 0,01 %   |
| Грузини         | 200                     | 0,03 %   | 116                     | 0,01 %   | 51                      | 0,01 %   |
| Туркмени        | 137                     | 0,02 %   | 33                      | 0,00 %   | 46                      | 0,00 %   |
| Перси           | 43                      | 0,01 %   | 58                      | 0,01 %   | 46                      | 0,00 %   |
| Білоруси        | 624                     | 0,08 %   | 115                     | 0,01 %   | 45                      | 0,00 %   |
| Балкарці        | 126                     | 0,02 %   | 49                      | 0,01 %   | 44                      | 0,00 %   |
| Вірмени         | 730                     | 0,10 %   | 109                     | 0,01 %   | 38                      | 0,00 %   |
| Дунгани         | 60                      | 0,01 %   | 24                      | 0,00 %   | 36                      | 0,00 %   |
| Кримські татари | 2 261                   | 0,30 %   | 18                      | 0,00 %   | 31                      | 0,00 %   |
| інші            | 1 969                   | 0,26 %   | 2146                    | 0,29 %   | 408                     | 0,05 %   |

## Економіка

### Основні соціально-економічні показники
- Населення: 1 023 200 (оцінка на 1 січня 2010)[7]
- Зайняте населення: 390 700 (2008) [8]
- Чисельність зареєстрованих безробітних: 18 707 (2008)[9]
- Експорт: 87,1 млн. $ (2008)[10]
- Імпорт: 111,5 млн. $ (2008) [10]
- Прямі іноземні інвестиції (2008): 16,8 млн. $ [11]

### Економіка
Індустріалізація області, що проводилася за часів СРСР, виражалася в основному в будівництві великих ГЕС, основний кваліфікований обслуговчий персонал на яких був з РРФСР і УРСР. Тоді ж інтенсивно розвивалося бавовництво, іригаційне зрошення в умовах колгоспних і радгоспних господарств, де було задіяно киргизьке і узбецьке населення. Розпад СРСР призвів до деіндустріалізації краю, як і країни в цілому, занепаду технологічно оснащеного сільського господарства. Адміністративна одиниця страждає від безробіття, що досягає 70%. В області в минулому вівся інтенсивний видобуток нафти, газу, кам'яного вугілля (Кок-Янгак, Таш-Кумир) і поліметалічних руд. Основний внесок в економіку приносить електроенергія з каскаду ГЕС і водосховищ на річці Нарин: Токтогульське водосховище, Курпсайське водосховище, Таш-Кумирське водосховище, Учкурганське водосховище). За радянських часів помітним був внесок у машинобудування, електротехніку, будівництво, бавовно-очисну, легку та харчову промисловості. У Ферганській долині розвинене поливне землеробство. Спеціалізація: зернові, бавовник, тютюн, виноград, садівництво, тваринництво (вівці, кози, корови, коні), шовківництво; на схилах - богарне землеробство. У горах найважливіша галузь — вівчарство.

## Населені пункти

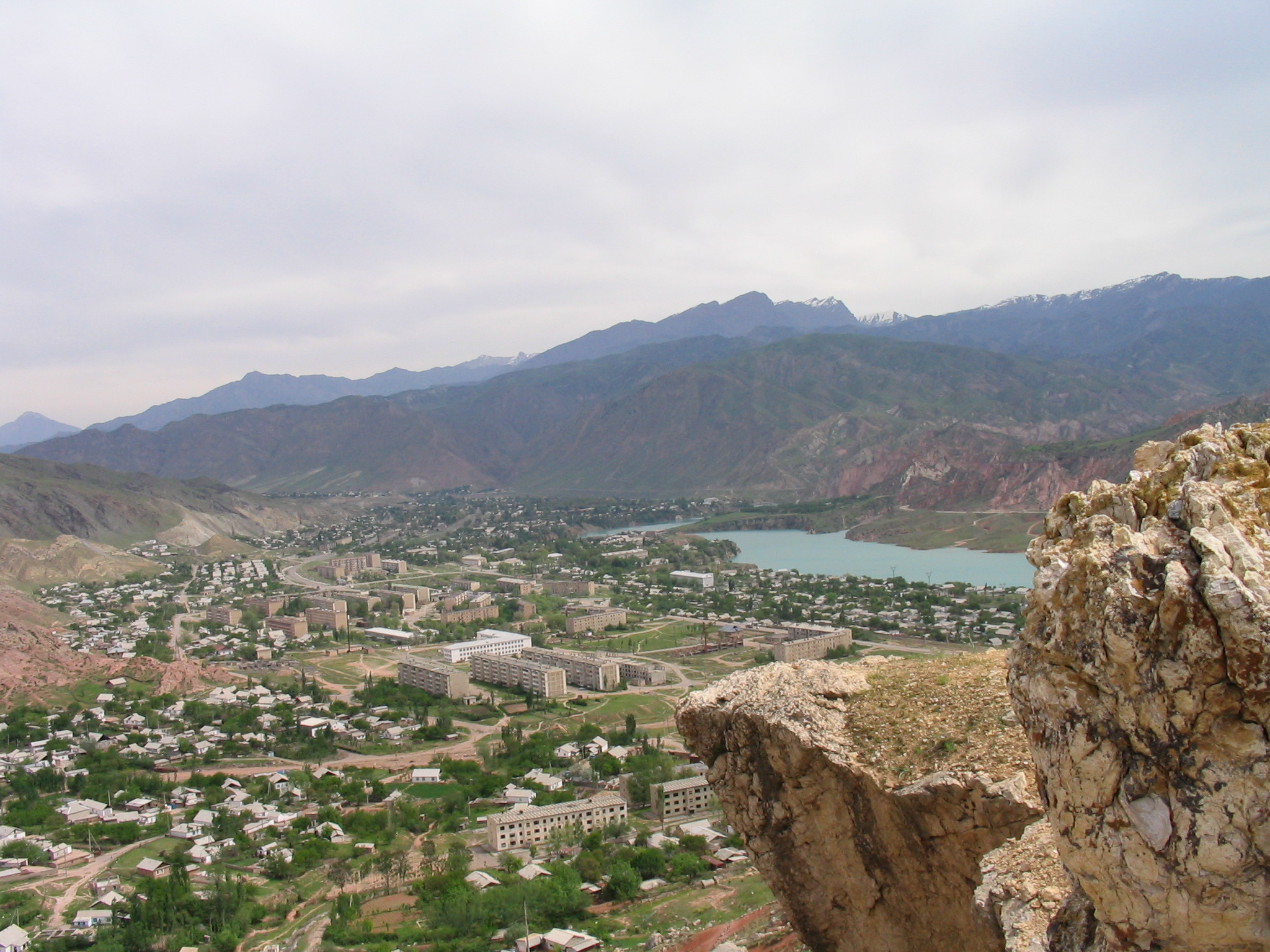
Таш-Кумир

В області розташовані такі міста:
- Джалал-Абад
- Кара-Куль
- Кербен
- Кок-Жангак
- Майлуу-Суу
- Ташкомур

## Райони Джалал-Абадської області
Джалал-Абадська область поділена на 8 районів (південні райони пронумеровані зі сходу на захід): :
| Район                   | Столиця      | Розташування |
| ----------------------- | ------------ | ------------ |
| Сузацький район         | Сузак        | південь1     |
| Базар-Коргонський район | Базар-Коргон | південь2     |
| Ноокенський район       | Массі        | південь3     |
| Аксийський район        | Кербен       | південь4     |
| Ала-Букський район      | Ала-Бука     | південь5     |
| Чаткальський район      | Каниш-Кия    | захід        |
| Токтогульський район    | Токтогул     | північ       |
| Тогуз-Тороський район   | Казарман     | схід         |

## Визначні пам'ятки
Область має в своєму розпорядженні рекреаційно-туристичний матеріал. Тут розташовано три особливо охоронювані природні території: Беш-Аральський державний заповідник, Сари-Челекський державний біосферний заповідник і Падишатинський державний заповідник. Сам обласний центр — місто Джалал-Абад здавна є курортом (мінеральні джерела). Також на території області розташовані Арсланбобські водоспади, озеро Сари-Челек; середньовічний мавзолей Шах-Фазіль (XIII століття).

## Керівництво Джалал-Абадської області

### Голови облвиконкому
1. Сурамбаєв Камбарали (листопад 1939 — 1940)
2. Айдаров Бекбо (1940 — листопад 1940)
3. Токобаєв Молдогази (1940 — 1941)
4. Суєркулов Абди Суєркулович (червень 1941 — жовтень 1942)
5. Шабаєв Досу (січень 1943 — грудень 1943)
6. Ішимов Бекмолдо (1944 — 1946)
7. Курманалієв Іанбет (1946 — 194.7)
8. Шаназаров (1947)
9. Рисбаєв Абдикарім (1949 — 1951)
10. Кульмірзаєв У. (1951 — 1955)
11. Ташиєв Кулназар (1955 — 1959)

### 1-і секретарі обкому КП Киргизії
1. Ващук Микола Дем'янович (листопад 1939 — 194.2)
2. Нікулін Віктор Михайлович (травень 1944 — 1944)
3. Шабаєв Досу (1944 — 1946)
4. Аманов Муктали (1946 — 1949)
5. Джаналієв Кадирали (січень 1949 — лютий 1951)
6. Аламанов Баян (лютий 1951 — 1955)
7. Балтагулов Тюрегельді Балтагулович (1955 — січень 1959)
8. Кутманова Зебікан Кутманівна (лютий 1991 — серпень 1991)

## Персоналії
- Боконбаєв Джоомарт — киргизький письменник.